# Ortołyk
Ortołyk (ros. Ортолык) – wieś w Rosji, w Republice Ałtaju, w rejonie kosz-agackim. W 2010 liczyła 690 mieszkańców.